# Шубино (деревня, Старорусский район)
Шу́бино — деревня в Старорусском районе Новгородской области, входит в состав Залучского сельского поселения.

## География
Находится в южной части Новгородской области на расстоянии приблизительно 57 км на юг-юго-восток по прямой от районного центра города Старая Русса.

## История
На карте 1840 года деревня уже была обозначена. В 1908 году здесь (Старорусский уезд Новгородской губернии) было учтено 19 дворов.

## Население
| 2010 |
| ---- |
| 15   |

Численность населения: 92 человека (1908 год), 17 (русские 100 %) в 2002 году, 15 в 2010.